# Saison 2016 des Tigers de Détroit
La saison 2016 des Tigers de Détroit est la 116e saison en Ligue majeure de baseball pour cette franchise.
Avec 86 victoires et 75 défaites, les Tigers de 2017 remportent 12 matchs de plus que la saison précédente et ratent de peu une qualification en éliminatoires. Ils se contentent du second rang de la division Centrale de la Ligue américaine, huit matchs derrière Cleveland et à deux matchs et demi d'une place en éliminatoires. La saison est marquée par le retour à la forme de Justin Verlander, qui reçoit le plus grand nombre de votes de première place au scrutin de fin d'année désignant le vainqueur du trophée Cy Young du meilleur lanceur, mais perd néanmoins devant Rick Porcello du Boston. Le jeune lanceur Michael Fulmer des Tigers est voté recrue de l'année en Ligue américaine.

## Contexte
Après avoir terminé au premier rang de la division Centrale de la Ligue américaine quatre années consécutives, de 2011 à 2014, les Tigers connaissent en 2015 leur première saison perdante et leur pire bilan depuis 2008. Ils gagnent 74 matchs contre 87 défaites (16 de plus qu'en 2014) et terminent derniers sur 5 clubs dans leur division. Les insuccès sur le terrain et le besoin impératif de rajeunir l'équipe mènent aux échanges des joueurs étoiles Yoenis Céspedes et David Price, des décisions qui coûtent son poste à Dave Dombrowski, le directeur général de longue date, remplacé par Al Avila.

## Calendrier pré-saison
L'entraînement de printemps 2016 des Tigers se déroule du 29 février au 2 avril.

## Saison régulière
La saison régulière de 162 matchs des Tigers débute le 5 avril par une visite aux Marlins de Miami, et se termine le 2 octobre suivant. Le match d'ouverture des Tigers au Comerica Park de Détroit est disputé aux Yankees de New York le 8 avril.

### Classement
| Ligue américaine division Centrale | V  | D   | %    | Diff. | Diff. (séries) |
| ---------------------------------- | -- | --- | ---- | ----- | -------------- |
| Indians de Cleveland               | 94 | 67  | ,584 | -     | -              |
| Tigers de Détroit                  | 86 | 75  | ,534 | 8     | 2½             |
| Royals de Kansas City              | 81 | 81  | ,500 | 13½   | 8              |
| White Sox de Chicago               | 78 | 84  | ,481 | 16½   | 11             |
| Twins du Minnesota                 | 59 | 103 | ,364 | 35½   | 30             |